# Magnar Isaksen
Magnar Isaksen (Kristiansund, 13 oktober 1910 – Oslo, 8 juni 1979) was een Noors voetballer die gedurende zijn carrière als aanvaller speelde voor FC Lyn Oslo. Hij overleed op 68-jarige leeftijd in de Noorse hoofdstad Oslo.

## Interlandcarrière
Magnar Isaksen won met het Noors voetbalelftal de bronzen medaille op de Olympische Zomerspelen 1936 in Berlijn, Duitsland. Hij nam in de kwartfinale tegen gastland Duitsland (2-0) beide Noorse treffers voor zijn rekening. In de troostfinale was de ploeg onder leiding van bondscoach Asbjørn Halvorsen met 3-2 te sterk voor Polen. Tevens maakte hij deel uit van de Noorse selectie voor het WK voetbal 1938. In totaal speelde Isaksen veertien interlands voor zijn vaderland, en scoorde hij vijf keer in de periode 1936-1938.